# Puchar Mistrzów CONCACAF (1963)
Puchar Mistrzów CONCACAF 1963 – drugi sezon Pucharu Mistrzów CONCACAF, najbardziej prestiżowego turnieju w północnoamerykańskiej klubowej piłce nożnej.
W rozgrywkach wzięło udział dziewięć drużyn z ośmiu krajów. Dwumecz finałowy nie odbył się; walkowerem zwyciężył haitański zespół RC Haïtien, ze względu na rezygnację meksykańskiego Chivas de Guadalajara.

## Uczestnicy
| Kraj                | Zespół            |
| ------------------- | ----------------- |
| Antyle Holenderskie | Sithoc            |
| Gwatemala           | Xelajú MC         |
| Haiti               | RC Haïtien        |
| Honduras            | Vida              |
| Kostaryka           | Saprissa          |
| Meksyk              | Guadalajara       |
| Meksyk              | Oro               |
| Salwador            | FAS               |
| Stany Zjednoczone   | New York Hungaria |

## Pierwsza runda
| 10 marca 1963 | Sithoc       | 1:3 | RC Haïtien                                  |                                  |
|               | Valeriam 43' |     | ?' Champagne · 69' Saint-Vil · 86' Limagree | Ergilio Hato Stadium, Willemstad |

| 17 marca 1963 | RC Haïtien    | 1:0 | Sithoc |                                    |
|               | Saint-Vil 52' |     |        | Stade Sylvio Cator, Port-au-Prince |

| 18 marca 1963 | Oro                   | 2:3 | New York Hungaria |                              |
|               | Pérez ?' · Navarro ?' |     | ?', ?', ?' Mate   | Estadio Jalisco, Guadalajara |

| 18 kwietnia 1963 | New York Hungaria | 2:2 | Oro                     |                        |
|                  | Mate ?', ?'       |     | ?' Rodríguez · 49' Peña | Gaelic Park, Nowy Jork |

| 28 kwietnia 1963 | Vida                   | 2:2 | Xelajú MC             |                           |
|                  | Juárez 19' · Amaya 85' |     | 34' López · 54' Anaya | Estadio Ceibeño, La Ceiba |

| 5 maja 1963 | Xelajú MC                                                 | 6:0 | Vida |                                                 |
|             | Chávez 25', 83' · Juárez 34', 69' · Anaya 57' · López 79' |     |      | Estadio Escolar Mario Camposeco, Quetzaltenango |

| 28 kwietnia 1963 | Saprissa    | 1:1 | FAS        |                                          |
|                  | Jiménez 81' |     | 75' Nájera | Estadio Nacional de Costa Rica, San José |

| 5 maja 1963 | FAS | 0:2 | Saprissa                |                                           |
|             |     |     | 52' Jiménez · 85' Marín | Estadio Municipal de Santa Ana, Santa Ana |

## Druga runda
| 16 maja 1963 | New York Hungaria | 0:0 | Guadalajara |                        |
|              |                   |     |             | Gaelic Park, Nowy Jork |

| 13 czerwca 1963 | Guadalajara            | 2:0 | New York Hungaria |                              |
|                 | Reyes ?' · Valdivia ?' |     |                   | Estadio Jalisco, Guadalajara |

| 7 lipca 1963 | Xelajú MC  | 1:4 | RC Haïtien                              |                                                 |
|              | Juárez 50' |     | 32', 72', 82' Saint-Vil · 62' Champagne | Estadio Escolar Mario Camposeco, Quetzaltenango |

| 14 lipca 1963 | RC Haïtien | 1:3 | Xelajú MC                 |                                 |
|               | Obas 67'   |     | 2', 47' López · 10' Anaya | Estadio Mateo Flores, Gwatemala |

| 17 lipca 1963 | Xelajú MC | 1:2 | RC Haïtien           |                                 |
|               | Reyes 66' |     | 9' Obas · 26' Nelson | Estadio Mateo Flores, Gwatemala |

## Półfinał
| 14 sierpnia 1963 | Saprissa | 0:1 | Guadalajara |                                          |
|                  |          |     | 43' Reyes   | Estadio Nacional de Costa Rica, San José |

| 18 sierpnia 1963 | Guadalajara    | 2:0 | Saprissa |                                          |
|                  | Reyes 35', 70' |     |          | Estadio Nacional de Costa Rica, San José |

## Finał
| 8 września 1963 | RC Haïtien |  | Guadalajara |                              |
|                 |            |  |             | Estadio Jalisco, Guadalajara |

| 10 września 1963 | Guadalajara |  | RC Haïtien |                              |
|                  |             |  |            | Estadio Jalisco, Guadalajara |

Obydwa spotkania finałowe RC Haïtien – Guadalajara miały się odbyć 8 września i 10 września 1963 w Guadalajarze, jednak zawodnicy haitańskiej drużyny nie zdołali uzyskać swoich paszportów na czas. W późniejszym czasie termin dwumeczu finałowego był przekładany trzykrotnie. 7 lutego 1964 zespół Guadalajary złożył skargę do konfederacji CONCACAF, która ogłosiła meksykańską drużynę zwycięzcą Pucharu Mistrzów. Mimo to, po odwołaniu złożonym przez RC Haïtien, 2 kwietnia 1964 CONCACAF podjęło decyzję o zorganizowaniu dwumeczu w przeciągu kolejnych dwóch miesięcy. Zespół Guadalajary, mający przebywać w tym czasie na tournée po Europie, zrezygnował z rozegrania finału, co automatycznie uczyniło RC Haïtien zwycięzcą Pucharu Mistrzów.
| ZDOBYWCA PUCHARU MISTRZÓW CONCACAF 1963 |
|                                         |
| RC HAÏTIEN                              |
| 1. TYTUŁ                                |

## Strzelcy goli
5 goli
- Andy Mate (New York Hungaria)
- Salomon Saint-Vil (RC Haïtien)

4 gole
- Rufino López (Xelajú MC)
- Salvador Reyes (Guadalajara)

3 gole
- Sergio Anaya (Xelajú MC)
- Haroldo Juárez (Xelajú MC)

2 gole

- Germain Champagne (RC Haïtien)
- Rodolfo Chávez (Xelajú MC)
- Rubén Jiménez (Saprissa)
- Joseph Obas (RC Haïtien)

1 gol

- Alberto Amaya (Vida)
- Israel Juárez (Vida)
- Claude Limagree (RC Haïtien)
- Edgar Marín (Saprissa)
- Mario Nájera (FAS)
- Rogelio Navarro (Oro)
- Nelson (RC Haïtien)
- Gustavo Peña (Oro)
- José Luis Pérez (Oro)
- Juan Reyes (Xelajú MC)
- Jorge Rodríguez (Oro)
- Javier Valdivia (Guadalajara)
- Romualdo Valeriam (Sithoc)